# Erich Kunzel

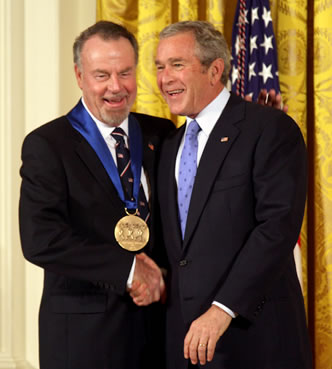
Erich Kunzel (trái) nhận Huy chương Nghệ thuật Quốc gia năm 2006 từ Tổng thống George W. Bush (phải) tại một nghi thức năm sau.

Erich Kunzel, Jr. (21 tháng 3 năm 1935 – 1 tháng 9 năm 2009) là nhạc trưởng dàn nhạc giao hưởng Mỹ. Được tờ báo Chicago Tribune gọi là "Hoàng tử Nhạc đại chúng" (Prince of Pops), ông đã dẫn đầu một số dàn nhạc đại chúng nổi tiếng, nhất là Dàn nhạc Cincinnati Pops (CPO) trong một thời gian kéo dài hơn 44 năm.

## Tiểu sử

### Thời học và khởi nghiệp
Erich Kunzel sinh ở Thành phố New York trong gia đình nhập cư từ nước Đức. Tại Trường trung học Greenwich ở Greenwich, Connecticut, Kunzel soạn nhạc, đánh đàn piano và trống định âm, và chơi đại hồ cầm. Kunzel mới đầu đi đại học về hóa học nhưng cuối cùng lấy bằng cử nhân âm nhạc tại trường Đại học Dartmouth (Dartmouth College), sau đó học tại các trường Đại học Harvard và Brown. Vào đầu sự nghiệp, ông chỉ huy dàn nhạc cho Hội Opera Santa Fe và làm phụ cho nhạc trưởng Pháp Pierre Monteux. Từ 1960 đến 1965, ông chỉ huy Rhode Island Philharmonic. Năm 1965, Kunzel tới Cincinnati để nhận chức vụ nhạc trưởng nội trú cho Dàn nhạc giao hưởng Cincinnati (CSO) cho đến 1977.

### Pops
Năm 1965, ông sáng lập chương trình hòa nhạc đại chúng mùa đông đầu tiên trong nước dưới tên "8 O'Clock Pops". Lúc khi ban quản trị của Dàn nhạc giao hưởng Cincinnati thành lập Dàn nhạc Cincinnati Pops năm 1977, Kunzel được bổ nhiệm làm nhạc trưởng. Dàn nhạc Pops trở nên lớn hơn dàn nhạc đầu tiên, vì tất cả các nhạc sĩ giao hưởng của Max Rudolf cũng chơi cho Kunzel cả năm. Sau lời mời của Arthur Fiedler năm 1970, Kunzel chỉ huy hơn 100 hòa nhạc với Dàn nhạc Boston Pops. Ngoài hai dàn nhạc nổi tiếng này, ông cũng chỉ huy Dàn nhạc giao hưởng Indianapolis gần Cincinnati.
Từ những năm ban đầu, Kunzel cố gắng làm Cincinnati Pops nổi tiếng toàn thế giới. Dàn nhạc này mỗi năm thâu 88 đĩa dưới nhãn hiệu Telarc, trong số đó có nhiều bán chạy nhất. Các đĩa thâu chứa nhạc cổ điển, nhạc kịch Broadway, và nhạc phim đứng hạng nhất trên các bảng crossover (nhạc cổ điển kiểu hiện đại) toàn cầu hơn nhạc trưởng hoặc dàn nhạc nào khác trên thế giới. Trong Cincinnati Pops, Kunzel đào tạo một số nhà chỉ huy lớn như Keith Lockhart, về sau của Boston Pops, và Steven Reineke, về sau của The New York Pops.
Cincinnati Pops nổi tiếng nhất ở Đông Á. Nhóm này đã đi biểu diễn ở Nhật Bản vài lần. Ngoài ra, năm 1998, Kunzel trở thành nhạc trưởng pops Mỹ đầu tiên chỉ huy ở Trung Quốc. Mười năm sau, ông và Cincinnati Pops được mời lại để chơi tại Thế vận hội Mùa hè 2008 ở Bắc Kinh; họ là dàn nhạc Mỹ duy nhất được phép chơi tại sự kiện này.
Phần nhiều đĩa nhạc cổ điển nổi tiếng của Kunzel được thâu trong vai giám đốc CPO. Tuy nhiên, ông cũng thâu nhạc jazz với những nhạc sĩ nổi tiếng như Dave Brubeck và Duke Ellington. Từ 1991 đến 2008, mỗi năm vào hai ngày Lễ Chiến sĩ Trận vong và Lễ Độc lập Hoa Kỳ, Kunzel chỉ huy hòa nhạc với Dàn nhạc Giao hưởng Quốc gia tại Điện Capitol, hòa nhạc được truyền hình tại chỗ toàn quốc trên PBS.
Kunzel cũng có vai trò lớn trong quang cảnh âm nhạc địa phương ở Cincinnati. Ông dẫn Cincinnati Pops tại các hòa nhạc đặt vé gần hàng tuần. Năm 1984, ông mở rộng chương trình Pops để bao gồm các hòa nhạc mùa hè tại Trung tâm Âm nhạc Riverbend mới được xây cho dàn nhạc gần bờ sông Ohio. Ông đẩy mạnh công trình xây dựng Trường Nghệ thuật Sáng tạo và Biểu diễn (School for Creative and Performing Arts, SCPA) ở Cincinnati, trường công nghệ thuật tiểu học–trung học đầu tiên trong nước Mỹ. Nhiều lần ông mời ca đoàn trẻ hoặc sinh viên ở trường Cao đẳng Nhạc viện biểu diễn trên sân khấu.

### Những ngày cuối cùng
Tháng 4 năm 2009, Kunzel được chẩn đoán bị ung thư ở tụy, gan, và ruột kết và bắt đầu nhận liệu pháp hóa trị tại Cincinnati. Ngày 1 tháng 8 năm 2009, ông biểu diễn lần cuối cùng tại Riverbend. Ông qua đời đúng một tháng sau tại Bar Harbor, Maine, gần nhà ở trên Đảo Swan. Ngày đó, ban quản trị CSO đặt tên ông là "Nhà sáng lập và Nhạc trưởng Danh dự" (Founder and Conductor Emeritus) của Dàn nhạc Pops.

## Giải thưởng
Năm 1998, Kunzel và Dàn nhạc Cincinnati Pops đoạt giải Grammy về "Kỹ thuật ghi âm album xuất sắc nhất, nhạc cổ điển" vì Copland: The Music of America. Năm 2006, Kunzel đoạt Huy chương Nghệ thuật Quốc gia. Năm 2009, ông được vào Đại sảnh Danh vọng Nhạc cổ điển Mỹ (American Classical Music Hall of Fame).

## Nhạc phẩm
- Star Trek: The Music